# Rostam (nome)
Rostam (in persiano: رستم) è un nome proprio di persona persiano maschile.

## Varianti in altre lingue
- Armeno: Ռոստոմ (Rostom)
- Azero: Rüstəm[1]
- Georgiano: როსტომ (Rost'om)[1]
- Indonesiano: Rustam[1]
- Kazako: Рустам (Rustam)[1]
- Russo: Рустам (Rustam)
- Tagico: Рустам (Rustam)[1]
- Tataro: Рөстәм (Röstäm)[1]
- Turco: Rüstem[1]
- Ucraino: Рустам (Rustam)
- Uzbeko: Rustam[1]

## Origine e diffusione

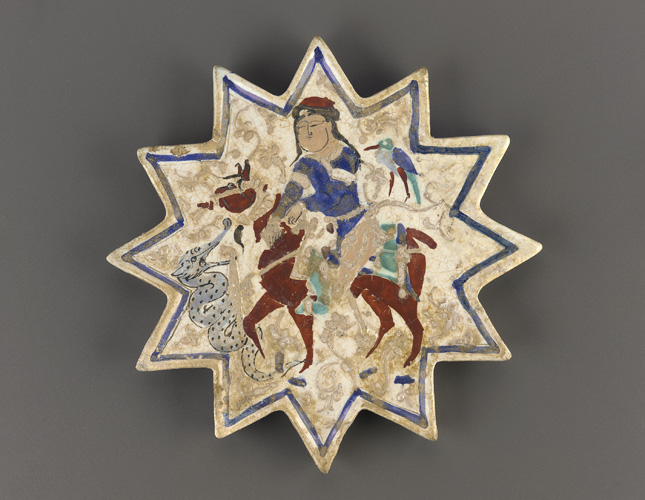
Rostam e il drago raffigurati su una ceramica risalente all'impero selgiuchide

Riprende il nome di Rostam, un leggendario eroe persiano la cui storia è narrata nella Shahnameh.
L'etimologia è sconosciuta; potrebbe essere correlato ai termini avestici raodha ("crescere") e takhma ("forte", "coraggioso", "valoroso").

## Onomastico
L'onomastico può essere festeggiato il 1º novembre, festa di Ognissanti, non essendovi santi con questo nome che è quindi adespota.

## Persone
- Rostam Farrokhzād, generale persiano
- Rostam Ghasemi, politico e militare iraniano

### Variante Rustam
- Rustam Chudžamov, calciatore ucraino
- Rustam Duloev, tenore italiano
- Rustam Gel'manov, arrampicatore russo
- Rustam Minnichanov, politico russo
- Rustam Qosimjonov, scacchista uzbeko
- Rustam Valiulin, biatleta bielorusso

### Altre varianti
- Rostom Madyatan, vero nome di Valerian Grigor'evič Madatov, generale russo
- Rüstəm Mustafayev, pittore e scenografo azero
- Rüstem Pascià, generale e politico croato naturalizzato ottomano
- Rustem Sabirchuzin, pentatleta russo